# 과학기술관 (도쿄도)

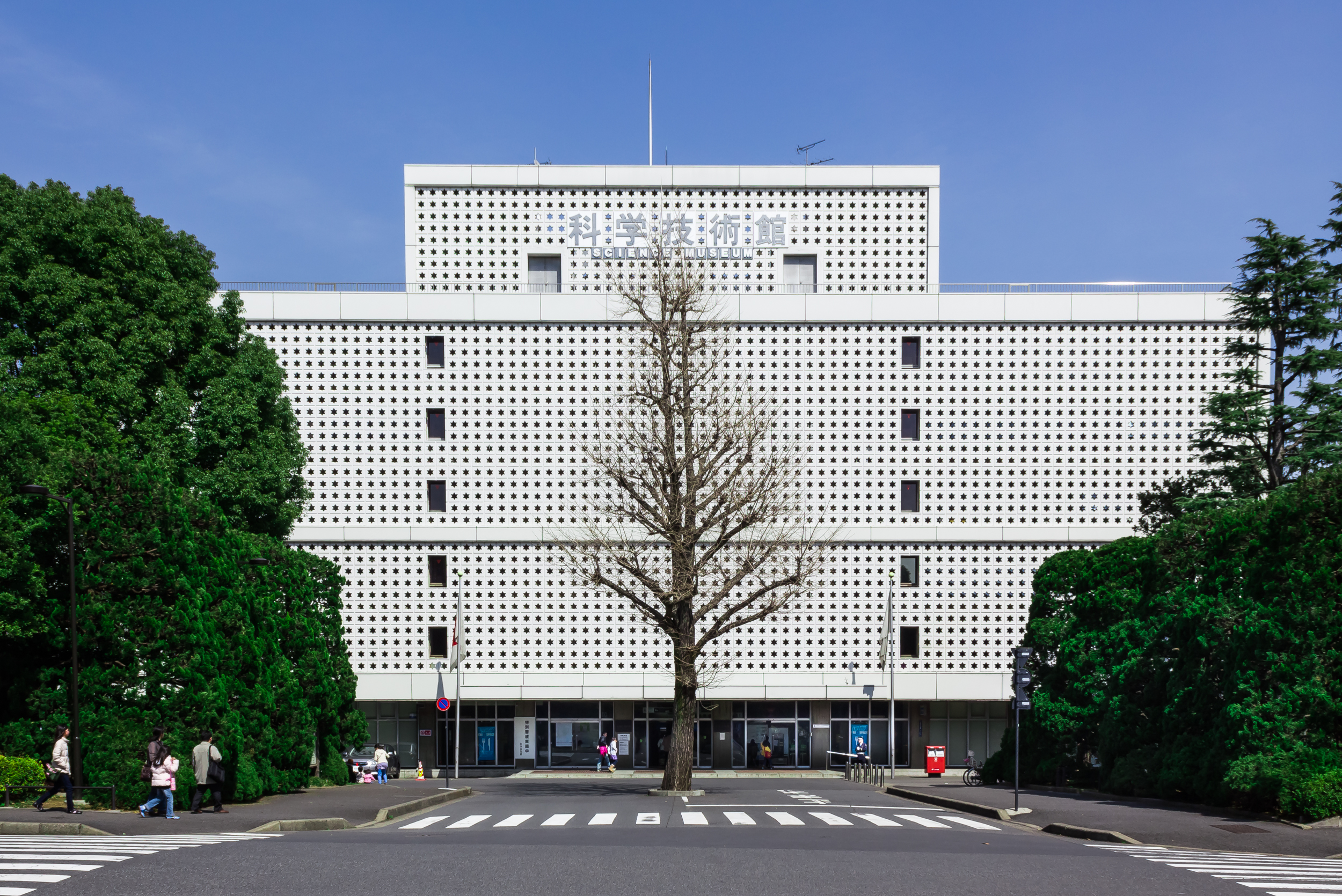
과학기술관

과학기술관(일본어: 科学技術館)은 일본 도쿄도 지요다구 기타노마루 공원 안에 있는 과학관이다. 지하 1층부터 지상 5층의 규모로 되어있다.